# Sandesneben
Sandesneben er en kommune i det nordlige Tyskland, beliggende i Amt Sandesneben-Nusse i den nordvestlige del af Kreis Herzogtum Lauenburg. Kreis Herzogtum Lauenburg ligger i delstaten Slesvig-Holsten.

## Geografi
Sandesneben ligger omkring 33 km nordøst for Hamborg, 23 km sydvest for Lübeck, 13 kilometer nordvest for Mölln og cirka 16 km vest for Ratzeburg.